# Готфрид IV (Арнсберг)
Готфрид IV фон Арнсберг (на немски: Gottfried IV von Arnsberg; * ок. 1295; † 21 февруари 1371) от Дом Куик е последният граф на Арнсберг (1338 – 1368), маршал на Вестфалия и фогт на манастир Мешеде.
Той е най-големият син на граф Вилхелм фон Арнсберг († 1338) и съпругата му роднината му графиня Беатрикс фон Ритберг († 1328/1330), дъщеря на граф Конрад II фон Ритберг († 1313) и Мехтилд († 1304).
Племенник е на Готфрид, епископът на Оснабрюк.
Готфрид фон Арнсберг се жени пр. 19 юли 1340 г. за Анна фон Клеве (* ок. 1305; † 1378), дъщеря на граф Дитрих VI/VIII фон Клеве († 1305) и втората му съпруга Маргарета фон Хабсбург-Ной-Кибург († вер. 1333), роднина на кралете Рудолф I и Албрехт Хабсбургски. Те нямат деца.
Tой продава графството Арнсберг на 25 август 1368 г. за 130 000 гулдена на архиепископа на Курфюрство Кьолн.
Граф Готфрид и съпругата му напускат територията си и се остановяват в Рейнланд. Готфрид умира след три години на 21 февруари 1371 г. на 75 години и е погребан в катедралата на Кьолн. След смъртта му съпругата му се връща обратно в графството в нейната вдовишка резиденция замък Вилдсхаузен.